# Ценжковиці (місто)
Ценжковиці (пол. Ciężkowice) — місто в південній Польщі, на річці Біла. Належить до Тарновського повіту Малопольського воєводства.

## Географія
У річку Білу впадає права притока Острушанка.

## Демографія
Демографічна структура станом на 31 березня 2011 року:
|          | Загалом | Допрацездатний вік | Працездатний вік | Постпрацездатний вік |
| -------- | ------- | ------------------ | ---------------- | -------------------- |
| Чоловіки | 1217    | 280                | 809              | 128                  |
| Жінки    | 1288    | 251                | 774              | 263                  |
| Разом    | 2505    | 531                | 1583             | 391                  |